# Löffelstelzweiher
Der Löffelstelzweiher ist ein See in der Teilgemarkung Honhardt der Gemeinde Frankenhardt im baden-württembergischen Landkreis Schwäbisch Hall.

## Lage und Beschreibung
Der See liegt etwa 1,3 km nordöstlich des Dorfes Honhardt im Gewann Löffelstelz dicht an der Gemarkungsgrenze zur Jagstheimer Stadtteilgemarkung von Crailsheim in der Talmulde des Brunnenbachs, der ihn von West nach Ost durchfließt. Er hat eine Fläche von 1,2 ha und ein etwa 1,0 km großes Einzugsgebiet, das sich im Westen bis auf die Waldhöhen des Forstes erstreckt. Er hat etwa Dreiecksgestalt, ist etwa 180 Meter lang und am Seedamm im Osten etwa 110 Meter breit, sein Spiegel liegt auf 428 m ü. NHN.
Naturräumlich zählt er zum Teilraum Burgberg-Vorhöhen und Speltachbucht des Unterraums Ellwanger Berge und Randhöhen der Schwäbisch-Fränkischen Waldberge. Er liegt im quartären Schwemmlandband um den Brunnenbach, das in den an den Seitenhügeln anstehenden Gipskeuper (Grabfeld-Formation) eingelagert ist. Unterhalb des Seedamms beginnen in der Talmulde die bachbegleitenden Auenlehme.
Auf dem Seedamm, über den ein Grasweg zieht, stehen beidseits von diesem zwei nicht ganz lückenlose Baumreihen. Auch das Nord- und das Südwestufer säumen Bäume in teils noch lückenhafterer Folge, dahinter liegen am Hang Wiesen.
Das Seeufer ist an manchen Stellen schilfgesäumt. Im Einlaufbereich des Brunnenbachs und diesem entlang etwas nach Westen erstreckt sich ein Sumpf mit Simsen, Seggen und Binsen. Dem zulaufenden Bach entlang steht eine Baumgalerie aus vor allem Schwarzerlen.
Auf einer topographischen Karte aus der ersten Hälfte des 20. Jahrhunderts ist der Seedamm des Farbsees durchstochen und ohne Anstauung dahinter eingetragen. Der See wurde dann erst wieder im Zuge der Flurbereinigung angelegt, er wird heute vom Angelsportverein Honhardt gepflegt und bewirtschaftet und gehört der Gemeinde Frankenhardt.
Ende des Jahres 2016 wurden schwere Schäden durch Biber festgestellt, die insbesondere die Dichtigkeit des Dammes durch Unterwühlung gefährdeten. Noch vor dem folgenden Sommer ließ man den See ab, beseitigte bestehende Steinschüttungen am Ufer, legte am Damm einen Maschendrahtzaun auf, der künftig das Unterwühlen verhindern soll, und trug dann wiederum Steinlagen auf. Daraufhin wurde der See neu angestaut und wieder mit Fischen besetzt.

### LUBW
Amtliche Online-Gewässerkarte mit passendem Ausschnitt und den hier benutzten Layern: Löffelstelzweiher und Umgebung

Allgemeiner Einstieg ohne Voreinstellungen und Layer: Daten- und Kartendienst der Landesanstalt für Umwelt Baden-Württemberg (LUBW) (Hinweise)
1. ↑  Höhe nach grauer Beschriftung auf dem Hintergrundlayer Topographische Karte.
2. ↑  Seefläche nach dem Layer Stehende Gewässer.
3. 1 2  Dimensionen abgemessen auf dem Hintergrundlayer Topographische Karte.
4. ↑  Einzugsgebiet abgemessen auf dem Hintergrundlayer Topographische Karte.
5. ↑  Natur teilweise nach dem Layer Geschützte Biotope.

### Andere Belege
1. ↑  Wolf-Dieter Sick: Geographische Landesaufnahme: Die naturräumlichen Einheiten auf Blatt 162 Rothenburg o. d. Tauber. Bundesanstalt für Landeskunde, Bad Godesberg 1962. → Online-Karte (PDF; 4,7 MB)
2. ↑  Geologie nach den Layern zu Geologische Karte 1:50.000 auf: Mapserver des Landesamtes für Geologie, Rohstoffe und Bergbau (LGRB) (Hinweise)
3. ↑  Seedamm ohne See auf:
  - Meßtischblatt 6926 Jagstheim von 1936 in der Deutschen Fotothek
4. ↑  Sanierungsprojekte Löffelstelzweiher und Dorfsee Honhardt, Seite auf der Website www.asv-honhardt.de des Angelsportvereins Honhardt, abgefragt am 2. August 2023.
5. 1 2  Löffelstelzweiher Biberschadenbeseitigung/Sanierung 2016/2017, Seite auf der Website www.asv-honhardt.de des Angelsportvereins Honhardt, abgefragt am 2. August 2023.